# Eupomatia barbata
Eupomatia barbata är en tvåhjärtbladig växtart som beskrevs av L.W. Jessup. Eupomatia barbata ingår i släktet Eupomatia och familjen Eupomatiaceae. Inga underarter finns listade i Catalogue of Life.